# Maarten Vandevoordt
Maarten Vandevoordt, né le 26 février 2002 à Saint-Trond en Belgique, est un footballeur belge qui joue au poste de gardien de but au RB Leipzig.

## Biographie

### En club

#### KRC Genk (2019-2024)
Né à Saint-Trond en Belgique, Maarten Vandevoordt est formé au KRC Genk. Il fait sa première apparition en professionnel avec ce club, à seulement 17 ans, le 24 septembre 2019, face au KSK Renaix, à l'occasion d'une rencontre de coupe de Belgique. Titulaire dans le but du KRC Genk, il réalise une clean sheet et son équipe s'impose ce jour-là (0-3). Il joue son premier match de Jupiler Pro League le 7 décembre 2019 face au Cercle Bruges KSV. Son équipe s'impose ce jour-là sur le score de deux buts à un.
Maarten Vandevoordt participe à la Ligue des champions avec le KRC Genk et joue son premier match le 10 décembre 2019, face au SSC Naples. Il devient par la même occasion le plus jeune gardien à participer à cette compétition, à seulement 17 ans, 9 mois et 10 jours,. Le KRC Genk perd largement cette rencontre sur le score de quatre buts à zéro.
Le 13 décembre 2019, il prolonge son contrat au club jusqu'en 2023.
Maarten Vandevoordt remporte l'édition 2020-2021 de la Coupe de Belgique, étant titularisé lors de la finale, le 25 avril 2021, lors de la victoire du KRC Genk face au Standard de Liège (1-2 score final).
En avril 2022, le RB Leipzig s'offre ses services afin d'en faire le successeur de Péter Gulácsi mais l'accord, portant sur cinq ans, prévoit toutefois que le portier belge ne rejoigne l'équipe allemande qu'en 2024, permettant à Genk de conserver son titulaire indiscutable encore deux saisons supplémentaires,. S'il s'agit d'un transfert clinquant, il représente tout de même une surprise et de nombreux doutes existent néanmoins quant aux chances de réussite du jeune gardien au sein de la galaxie Red Bull. Une grave blessure du gardien hongrois en octobre 2022 laisse entrevoir la possibilité dès janvier 2023 d'avancer le transfert de Vandevoordt d'un an mais il n'en sera finalement rien. Tout bénéfice pour le KRC Genk qui reste dans la course au titre jusqu'au terme de la saison 2022-2023, finissant deuxième du championnat à une unité du vainqueur, le Royal Antwerp FC.

#### RB Leipzig (depuis 2024}
À l'issue de la saison 2023-2024, alors que Maarten Vandevoordt s'apprête à faire le grand saut vers la Bundesliga, le RB Leipzig annonce le prêt de Janis Blaswich au Red Bull Salzbourg, ouvrant la porte à une place de titulaire pour le Belge qui n'aurait ainsi pas à craindre la concurrence du portier allemand. Malheureusement pour lui, le Hongrois Péter Gulácsi décide de prolonger son aventure de deux ans jusqu'en 2026 et l'entraîneur Marco Rose annonce conserver sa confiance en son titulaire actuel et que Vandevoordt devra se montrer patient en commençant la saison sur le banc.

### En sélections nationales
Avec l'équipe de Belgique des moins de 17 ans, Vandevoordt est sélectionné pour participer au championnat d'Europe des moins de 17 ans en 2018. Lors de cette compétition, il ne joue qu'une seule rencontre, le dernier match de poule face au Danemark. La Belgique s'incline en demi-finale face à l'Italie.
Vandevoordt est ensuite de nouveau sélectionné pour participer au championnat d'Europe des moins de 17 ans en 2019. Portier titulaire de la sélection durant ce tournoi, son équipe se hisse jusqu'en quarts de finale, battu par les Pays-Bas.
Maarten Vandervoordt joue son premier match avec l'équipe de Belgique espoirs le 4 juin 2021 contre le Kazakhstan. Il est titularisé ce jour-là et délivre une passe décisive pour Loïs Openda. Son équipe s'impose par trois buts à un.
En l'absence du troisième gardien, Thomas Kaminski, Domenico Tedesco le sélectionne chez les Diables Rouges en octobre 2024 pour les rencontres de Ligue des nations face à l'Italie et à la France.

## Statistiques

### En club
| Saison                | Club                  | Championnat           | Championnat | Championnat | Coupe(s) nationale(s) | Coupe(s) nationale(s) | Supercoupe | Supercoupe | Compétition(s) continentale(s) | Compétition(s) continentale(s) | Compétition(s) continentale(s) | Autres compétitions | Autres compétitions | Autres compétitions | Total | Total |
| Saison                | Club                  | Division              | M.          | B.          | M.                    | B.                    | M.         | B.         | Comp.                          | M.                             | B.                             | Comp.               | M.                  | B.                  | M.    | B.    |
| 2019-2020             | KRC Genk              | Division 1A           | 4           | 0           | 2                     | 0                     | -          | -          | C1                             | 1                              | 0                              | -                   | -                   | -                   | 7     | 0     |
| 2020-2021             | KRC Genk              | Division 1A           | 10          | 0           | 4                     | 0                     | -          | -          | -                              | -                              | -                              | PO1                 | 6                   | 0                   | 20    | 0     |
| 2021-2022             | KRC Genk              | Division 1A           | 34          | 0           | 1                     | 0                     | 1          | 0          | C1+C3                          | 2+6                            | 0+0                            | PO2                 | 4                   | 0                   | 48    | 0     |
| 2022-2023             | KRC Genk              | Division 1A           | 34          | 0           | 3                     | 0                     | -          | -          | -                              | -                              | -                              | PO1                 | 6                   | 0                   | 43    | 0     |
| 2023-2024             | KRC Genk              | Division 1A           | 30          | 0           | 0                     | 0                     | -          | -          | C1+C3+C4                       | 2+2+6                          | 0+0+0                          | PO1+BE              | 10+1                | 0+0                 | 51    | 0     |
| Sous-total            | Sous-total            | Sous-total            | 112         | 0           | 10                    | 0                     | 1          | 0          | -                              | 19                             | 0                              | -                   | 27                  | 0                   | 169   | 0     |
| 2024-2025             | RB Leipzig            | Bundesliga            | 6           | 0           | 4                     | 0                     | -          | -          | C1                             | 2                              | 0                              | -                   | -                   | -                   | 12    | 0     |
| 2025-2026             | RB Leipzig            | Bundesliga            | -           | -           | 1                     | 0                     | -          | -          | -                              | -                              | -                              | -                   | -                   | -                   | 1     | 0     |
| Sous-total            | Sous-total            | Sous-total            | 6           | 0           | 5                     | 0                     | -          | -          | -                              | 2                              | 0                              | -                   | -                   | -                   | 13    | 0     |
| Total sur la carrière | Total sur la carrière | Total sur la carrière | 118         | 0           | 15                    | 0                     | 1          | 0          | -                              | 21                             | 0                              | -                   | 27                  | 0                   | 182   | 0     |

## Palmarès

### En club
|  |  | KRC Genk - Championnat de Belgique : - Vice-champion : 2021 et 2023. - Coupe de Belgique (1) : - Vainqueur : 2021. - Supercoupe de Belgique : - Finaliste : 2021. |